# Deviazione della verticale
In geodesia, per deviazione della verticale si intende l'angolo formato tra la normale all'ellissoide e la verticale al geoide.
In generale quest'angolo è diverso da zero, ma ciò non esclude che in certi luoghi (Monte Mario per l'Italia) la verticale coincida con la normale al geoide, quindi l'angolo di deviazione della verticale è pari a zero e al geoide si possa sostituire l'ellissoide. Operativamente si fanno coincidere le coordinate geografiche, rilevate per via astronomica, con le coordinate ellissoidiche. Infine per orientare localmente l'ellissoide si misura un azimut astronomico (Monte Mario → Monte Soratte) e lo si impone uguale all'azimut ellissoidico. Con queste due operazioni effettuate nel 1940 è stato definito il Datum geodetico della Cartografia Ufficiale Italiana (Roma 40).